# Акаги
Акаги (на японски: 赤城 „Червен замък“) е един от самолетоносачите на Императорските ВМС на Япония по време на Втората световна война.
Като единствен кораб от своя тип „Акаги“ играе важна роля в нападението над Пърл Харбър, но по-късно е потопен заедно с още 3 японски самолетоносача от американски бомбардировачи от самолетоносачите „Ентърпрайз“ (USS Enterprise (CV-6) и „Йорктаун“ (USS Yorktown CV-5) в битката при Мидуей.

## Описание
Основите на кораба са заложени в корабостроителниците на град Куре. Първоначално е проектиран като линеен крайцер от типа „Амаги“. През 1922 г. обаче Япония подписва Вашингтонския морски договор. Ограниченията, наложени от договора, попречват „Акаги“ да бъде завършен като крайцер. Друга клауза обаче позволява корпусите на два линейни кораба или крайцера да бъдат превърнати в самолетоносачи с максимална водоизместимост до 33 000 тона. За целта са избрани недовършените корпуси на „Акаги“ и „Амаги“.
По време на строителството „Амаги“ се оказва до такава степен повреден от голямото земетресение в Канто (на 1 септември 1923 г.), че не подлежи на ремонт. На следващата година е прекратено и строителството на „Атаго“ и „Такао“ – другите два планирани крайцера от този тип, и корпусите им са нарязани на скрап, съгласно условията на Вашингтонския морски договор.
„Акаги“, единственият останал кораб от този тип, е спуснат на вода на 22 април 1925 г. и завършен в корабостроителница в Куре на 27 март 1927 г. При завършването на строителството, корабът има два хангарни палуби с капацитет 61 самолета. На носа хангарите са открити – като две палуби за излитане. На теория това позволява на самолетите да излитат директно от хангарите, докато приземяващите се самолети кацат на главната летателна палуба отгоре. Отделените газове излизат през обърната надолу димоходна тръба откъм десния борд. За да се компенсира тежестта на хангарната структура, хоризонталната броня на кораба е намалена от 3,8 до 3,1 инча и е преместена с една палуба надолу. Броневият пояс също е намален (от 10 на 6 инча) и свален с една палуба надолу.
На практика подреждането на няколко летателни палуби една върху друга се оказва несполучливо. От 1935 до 1938 г. „Акаги“ е подложен на основна реконструкция в корабостроителниците на Сасебо. Хангарите са удължени напред, палубите за излитане са премахнати и е увеличена вместимостта на хангарите на 91 самолета. При ремонта надстройката е сложена откъм левия борд, което е доста необичайно – еднствения друг такъв самолетоносач е „Хирю“. Двата самолетоносача са предвидени за действия в тактическа формация, заедно със самолетоносачи с надстройка откъм десния борд. Това е направено с цел да се подобри структурата на полетите на формацията. Експериментът е ограничен само с тези два кораба.

## Произход на името
Тъй като „Акаги“ първоначално е планиран като крайцер, господстващите по това време японски традиции за именуване на кораби сочат, че той (както и другите крайцери от този тип) трябва да получи името на планина. Крайцерът е кръстен на планината Акаги, действащ вулкан в областта Канто (Акаги буквално означава „червен замък“). След реконструирането му като самолетоносач, името на кораба остава, в контраст с тези на самолетоносачите, които се правят по поръчка (например „Сорю“ и „Хирю“) и се кръщават на митични летящи създания. Името „Акаги“ преди това е било носено от една от канонерките от тип „Мая“.

## История
През следващите няколко години „Акаги“ действа край бреговете на Китай, като флагман на Първо авионосно съединение. През април 1941 г., Императорският флот обединява съединението („Акаги“ и „Кага“) с Второ („Хирю“ и „Сорю“) и Пето авионосни съединения („Шокаку“ и „Дзюйкаку“) в Първи авионосен флот (или KIDO BUTAI – Ударно съединение). „Акаги“, като флагман, взима участие в нападението над Пърл Харбър и рейда в Индийския океан.

### Пърл Харбър
По време на Втората световна война, под командването на капитан Киичи Хасегава, корабът е флагман на вицеадмирал Чюичи Нагумо в ударното съединение, което извършва атаката над базата в Пърл Харбър, през декември 1941 г. От самолетоносача излитат две вълни самолети. В първата вълна са 27 бомбардировача „Кейт“, които имат за цел американските линейни кораби „Мериленд“ (USS Maryland (BB-46)), „Тенеси“ (USS Tennessee (BB-43)), „Уест Вирджиния“ (USS West Virginia (BB-48)), „Калифорния“ (USS California (BB-44)), и „Оклахома“ (USS Oklahoma (BB-37)), и 9 изтребители „Зеро“, атакуващи военновъздушната база в Хикъм Фийлд. Във втората вълна са 18 бомбардировача торпедоносци „Аичи Д3А“, които имат за цел корабите „Неошо“, „Шоу“, и „Невада“ (USS Nevada (BB-36)).
През януари 1942 г., „Акаги“ осигурява въздушна поддръжка в битката при Рабаул на архипелага Бисмарк. На 19 февруари самолетите на кораба извършват бомбардировка над австралийския град Даруин, потопявайки 9 кораба, включително американския разрушител „Пиъри“. През март същата година, самолетоносачът участва в нападението на остров Ява.
В началото на април, под командването на капитан Тайджиро Аоки, „Акаги“ е един от корабите, които извършват рейд в Индийския океан. На 5 април самолетите на кораба извършват въздушни нападения над Коломбо, потопявайки английските крайцери „Корнуол“ (HMS Cornwall (56)) и „Дорсетшир“ (HMS Dorsetshire (40)). На 9 април са извършени удари и по Тринкомали и са потопени самолетоносача „Хермес“ и ескорта му.
На 19 април 1942 г., завърналият се в Япония „Акаги“ се включва в неуспешното преследване на американските самолетоносачи „Хорнет“ (USS Hornet (CV-8)) и „Ентърпрайз“, които са участвали в рейда на Дулитъл.

### Мидуей
На 25 май 1942 г. самолетоносачът отплава с ударното съединение за нападението над Мидуей. На борда си има 21 изтребителя Мицубиши А6М Зеро, 21 пикиращи бомбардировача Аичи Д3А „Вал“ и 21 бомбардировачи торпедоносци Накаджима B5N. На 4 юни самолетите извършват въздушен удар по атола, а в същото време корабът е атакуван от американците. В 10:26 ч. връхлитат пикиращи бомбардировачи от „Ентърпрайз“. „Акаги“ е уцелен от бомба, която предизвиква серия от експлозии сред снаряжените и заредени самолети на палубата, приготвени за въздушен удар срещу американските самолетоносачи. Практически е невъзможно е да се овладеят пожарите от горящото авиационно гориво. Друга бомба, която избухва във водата близо до кърмата на кораба, поврежда руля, който засича 20 минути по-късно – по време на маневра за избягване на попадения.
В 10:46 ч. адмирал Нагумо прехвърля флага си на крайцера „Нагара“. „Акаги“ спира окончателно в 13:50 и екипажът му, с изключение на капитан Аоки и персонала, отговарящ за щетите, напуска кораба. Самолетоносачът гори през цялата нощ, но не потъва. Накрая и всички останали (включително капитана) напускат „Акаги“. На 5 юни адмирал Ямамото дава заповед корабът да бъде потопен с торпеда от разрушителите „Араши“, „Хагиказе“ „Маиказе“ и „Новаки“. Самолетоносачът потъва в 05:20 ч. на координати 30°30' с.ш. и |178°40'з.д. По време на битката при Мидуей от неговия екипаж са убити 263 души – в сравнение с другите потопени в това сражение японски самолетоносачи, „Акаги“ има най-малко човешки загуби. Отписан е от флотските регистри на 25 септември същата година.

## Капитани
- Рюйтаро Каизу (25 март – 1 декември 1927 г.)
- Сейзабуро Кобаяши (1 декември 1927 – 10 декември 1928 г.)
- Исороку Ямамото (10 декември 1928 – 1 ноември 1929 г.)
- Кийоши Китагава (1 ноември 1929 – 26 октомври 1930 г.)
- Горо Хара (26 октомври – 1 декември 1930 г.)
- Хидехо Вада (1 декември 1930 – 28 август 1931 г.)
- Джиро Ониши (28 август – 1 декември 1931 г.)
- Барон Масаки Шибаяма (1 декември 1931 – 1 декември 1932 г.)
- Ейджиро Кондо (1 декември 1932 – 20 октомври 1933 г.)
- Нишизо Цукахара (20 октомври 1933 – 1 ноември 1934 г.)
- Рокуро Хорие (1 ноември 1934 – 15 ноември 1935 г.)
- Тошио Мацунага (15 ноември 1935 – 1 декември 1936 г.)
- Кокичи Терада (1 декември 1936 – 27 август 1937 г.)
- Шиничи Мойзуми (27 август – 1 декември 1937 г.)
- Юничи Мизумо (1 декември 1937 – 15 ноември 1938 г.)
- Кинпей Тераока (15 ноември 1938 – 15 ноември 1939 г.)
- Рюносуке Кусака (15 ноември 1939 – 15 октомври 1940 г.)
- Ко Ито (15 октомври 1940 – 25 март 1941 г.)
- Киичи Хасегава (25 март 1941 – 25 април 1942 г.)
- Тайджиро Аоки (25 април – 5 юни 1942 г.)